# Aartseparchie São João Batista em Curitiba
De aartseparchie São João Batista em Curitiba (Latijn: Sancti Ioannis Baptistae Curitibensis Ucrainorum) is een Oekraïense Grieks-Katholieke aartseparchie met als zetel Curitiba, in Brazilië. De aartsbisschop van Curitiba is metropoliet van de Oekraïense Grieks-Katholieke kerkprovincie Curitiba, waartoe ook de volgende suffragane eparchie behoort:
- Eparchie Imaculada Conceição in Prudentópolis

## Geschiedenis
In 1897 stichtte de Oekraïense Grieks-Katholieke orde van Basilius de Grote een missiepost in Brazilië. Dit groeide begin 20e eeuw uit tot de provincialaat St. Jozef. Sinds 14 november 1951 bestond een bisdom voor oosterse gelovigen in Brazilië, dat geleid werd door de rooms-katholieke aartsbisschop van Rio de Janeiro. In 1952 werd aartsbisschop Jaime de Barros Câmara van Rio de Janeiro aangesteld als apostolisch visitator voor de Oekraïense Grieks-Katholieke gelovigen in Brazilië. Op 30 mei 1962 creëerde paus Johannes XXIII een Grieks-Katholiek Apostolisch Exarchaat voor de Grieks-Katholieke diaspora in Brazilië. Op 29 november 1971 werd het exarchaat verheven tot eparchie en was suffragaan aan het rooms-katholieke aartsbisdom Curitiba. Op 12 mei 2014 verloor het gebied bij de oprichting van de suffragane eparchie Imaculada Conceição in Prudentópolis, en tegelijk werd het verheven tot metropolitane aartseparchie. 

## Parochies
De aartseparchie had in 2021 89.300 gelovigen verspreid over 16 parochies.

## Bisschoppen

### Bisschoppen
- José Romão Martenetz (30 mei 1962 - 10 maart 1978)
- Efraím Basílio Krevey (10 maart 1978 - 13 december 2006; coadjutor sinds 29 november 1971)
  - Meron Mazur (hulpbisschop: 21 december 2005 - 12 mei 2014)

### Aartsbisschoppen
- Valdomiro Koubetch (13 december 2006 - heden; coadjutor sinds 10 december 2003)
  - Daniel Kozelinski Netto (hulpbisschop: 20 juni 2007 - 8 oktober 2016)

São João Batista em Curitiba (aartseparchie) · Imaculada Conceição in Prudentópolis